# سرطان البلعوم السفلي
سرطان البلعوم السفلي هو مرض تنمو فيه الخلايا الخبيثة في البلعوم السفلي (في المنطقة التي تلتقي فيها الحنجرة والمريء).
وهو يتشكل أولا في الطبقة الخارجية (الظهارة) من البلعوم السفلي (الجزء الأخير من البلعوم)، المنقسمة إلى ثلاث مناطق. ويعرف تقدم المرض من انتشار السرطان إلى منطقة واحدة أو أكثر في الأنسجة الأعمق.
هذا النوع من السرطان نادر الحدوث. ويشاهد فقط في حوالي 2500 حالة في الولايات المتحدة كل عام. وبسبب هذا، من الصعب ملاحقة سرطان البلعوم السفلي في مراحله المبكرة كما ان له إحدى أعلى معدلات الوفيات من أي من سرطان الرأس والعنق.

## الأعراض
اعراض سرطان البلعوم السفلي تشمل ما يلي:
- تورم العقد الليمفاوية في الرقبة (أول علامة على وجود مشكلة في نصف المرضى)[5]
- التهاب الحلق في مكان واحد المستمر بعد العلاج [2]
- الألم الذي ينبعث من الحلق إلى الأذنين [2]
- البلع الصعب أو المؤلم (وغالبا ما يؤدي إلى سوء التغذية وفقدان الوزن بسبب رفض تناول الطعام) [2]
- تغيرات في الصوت (في مرحلة متأخرة من السرطان) [2]

## أسباب سرطان البلعوم السفلي
العوامل التي تساهم في تطور سرطان البلعوم السفلي تشمل ما يلي:
- التدخين
- مضغ التبغ
- استخدام المشروبات الكحولية بكثرة
- النظام الغذائي الرديء

التدخين، والمخدرات، وكما يسبب سرطان الرئة، يمكن أن يسبب سرطان البلعوم السفلي لأنه يحتوي على مواد مسرطنة تغير الحمض النووي (الدنا) أو الحمض النووي الريبي (الرنا) في الخلية المنقسمة. ويمكن لهذه التعديلات تغيير تسلسل الحمض النووي الطبيعي إلى المورثة الورمية، وهي المورثة التي تسبب السرطان بعد التعرض لمادة مسرطنة.
الخلايا القشرية، هي نوع من الخلايا التي تبطن الأعضاء الجوفاء مثل الحلق والفم والرئتين، والطبقة الخارجية من الجلد، وهي بشكل خاص سريعة التأثر عندما تتعرض لدخان السجائر.
ويمكن أن يكون لمضغ التبغ نفس آثار التدخين، ويرتبط أيضا بسرطان البلعوم السفلي. يتم وضع تبغ المضغ في الفم، وتركة في الفم عرضة للإنزيمات، مثل الأميليز، الذي يهضم جزئيا المواد المسرطنة. ابتلاع اللعاب، جنبا إلى جنب مع المواد المعززة للسرطان والذي يمر عبر البلعوم السفلي في طريقه إلى المريء.
ويرتبط استخدام الكحول بكثرة مع سرطان البلعوم السفلي كذلك. يتلف الكحول بطانة البلعوم السفلي مما يزيد كمية المواد الكيميائية التي يسمح لها بالتسرب إلى الأغشية الكامنة. ويرتبط أيضا الاستخدام الشديد للكحول مع نقص التغذية.
المرض المسمى متلازمة بلامر فينسون، هو اضطراب وراثي يؤدي إلى نقص الحديد طويل الأجل، وقد يؤدي أيضا إلى سرطان البلعوم السفلي. وهناك عوامل أخرى مثل نقص في فيتامينات معينة قد تساهم أيضا في هذا النوع من السرطان.

## المراحل ومعدلات البقاء
تدريج السرطان هو وسيلة لوضع علامات تطور السرطان ويقاس على تدرج من 0 إلى 4(الرابع). لتحديد كل تدريج، يجب أولا تحديد تصنيفات أصغر: T. N. M. (الورم والعقد اللمفاوية والنقيلة). وقد تم تطوير هذه التصنيفات بواسطة اللجنة المشتركة الأمريكية لمكافحة السرطان.

### المرحلة المبكرة
| مراحل سرطان البلعوم السفلي | مراحل سرطان البلعوم السفلي | مراحل سرطان البلعوم السفلي | مراحل سرطان البلعوم السفلي |
| -------------------------- | -------------------------- | -------------------------- | -------------------------- |
|                            | الورم (T)                  | العقد اللمفاوية (L)        | النقيلة (M)                |
| المرحلة 0                  | الظهارة فقط                | لا شيء                     | M0                         |
| المرحلة 1                  | T1                         | لا شيء                     | M0                         |
| المرحلة 2                  | T2                         | لا شيء                     | M0                         |
| المرحلة 3                  | T1-T3 Or T3                | N1 لا شيء                  | M0 M0                      |
| المرحلة 4 (A)              | T1-T3 Or T4                | N2 N1-N2                   | M0 M0                      |
| المرحلة 4 (B)              | T4                         | N1, N2 or N3               | M0                         |
| المرحلة 4 (C)              | T1-T4                      | N1-N2                      | M1                         |

المرحلة 0
وهذا يعني أنه تم العثور على ورم في الظهارة، وهي طبقة الأنسجة الأقرب إلى الأعلى، ولكن ليس في النسيج الضام. لن يكون لدى المريض تورم في العقد الليمفاوية ولم ينتشر السرطان إلى الأنسجة الأخرى أو الأعضاء. يكاد يكون من المستحيل تشخيص المرض في حالة سرطان البلعوم السفلي.
المرحلة الأولى (1)
T1الورم أقل من 2 سم عبر ومقصور على منطقة واحدة في البلعوم السفلي. لا يوجد حتى الآن تأثير في العقدة الليمفاوية ولا في النقيلة.
يبلغ معدل البقاء في المرحلة الأولى من سرطان البلعوم السفلي خمس سنوات في 41 ٪ من المرضى، ولكن نادرا ما يتم اكتشاف هذا النوع من السرطان في المرحلة الأولى، لأن العلامات الأولى والأعراض غالبا ما تكون غير ملحوظة أو يظل المرضى بدون أعراض.
المرحلة الثانية (2)
T2: ينمو الورم ليؤثر على أكثر من منطقة واحدة من البلعوم السفلي، وهو بين 2 و 4 سم مع عدم التأثير في العقدة الليمفاوية ولا النقيلة.

### المرحلة الثالثة (3)
T1 أو T2 أو T3: نمو الورم هو بين أقل من 2 سم وأكثر من 4 سم، وربما يؤثر على الأحبال الصوتية. و N1 : انتشر السرطان إلى عقدة ليمفاوية واحدة (الجانب نفسه من العنق مثل الورم)، التي تورمت إلى 3 سم أو أقل من ذلك. أو T3 : وهو الورم الأكثر من 4 سم ويؤثر على الاحبال الصوتية. ولكن ليس هناك تاثير في العقد الليمفاوية.
ملاحظة: يتم التمييز بين الاثنين من قبل طبيب الأورام.
معدل البقاء في المرحلة الثانية والثالثة خمس سنوات في 36 ٪ من المرضى.
المرحلة الرابعة (4)
المرحلة الأخيرة لها ثلاثة مجموعات فرعية اعتمادا على شدة الإصابة بالسرطان.
المرحلة IVA
T1 أو T2 أو T3: الورم ما بين أقل من 2 سم أو أكثر من 4 سم.
و N2: انتشر السرطان إلى واحدة من العقد الليمفاوية أو أكثر، مع ورم أقل من 6 سم، وعلى جانب واحد أو كلا الجانبين من الرقبة.
أو
T4: الورم يؤثر على مناطق مختلفة خارج البلعوم السفلي، بدءا من الحلق وانتقالا نحو العمود الفقري وتجويف الصدر.
و N1 أو N2: السرطان يؤثر على واحدة من العقد الليمفاوية أو أكثر والتي تتراوح بين أقل من 3 سم وأقل من 6 سم على جانب واحد أو كلا الجانبين من الحلق.
المرحلة IVB
T4: الورم يؤثر على مناطق خارج البلعوم السفلي.
N1 أو N2 أو N3: العقد الليمفاوية تتراوح بين أقل من 3 سم أو تصل إلى 6 سم على إحدى أو على جانبي الرقبة.
المرحلة IVC (المرحلة الأخيرة)
يمكن للسرطان ان يكون في أي من المراحل من T1 إلى N1 و T4 إلى N4، ولكن الفرق الرئيسي هو حقيقة أن انتشار السرطان (M1) إلى أجهزة أخرى بعيدا عن البلعوم السفلي.
معدل البقاء في المرحلة الرابعة من سرطان البلعوم السفلي خمس سنوات في 10 ٪ من المرضى فقط.
و تكتشف معظم حالات الإصابة بسرطان البلعوم السفلي في المرحلة الأخيرة لأن السرطان على مقربة من عدد كبير من الاوعية اللمفاوية وينتشر بسهولة إلى مناطق أخرى في الجسم.

## اختبارات لتشخيص سرطان البلعوم السفلي
هناك عدة طرق لتشخيص سرطان البلعوم السفلي.
- الفحص البدني:

يمكن أن يتحقق الطبيب من تورم العقد الليمفاوية وقد يبحث أسفل حنجرة المريض مع مرآة معالجة طويلة.
- التنظير الداخلي أو تنظير المريء أو تنظير القصبات:

إدخال انبوب رقيق ومضاء في أنف أو فم المريض، مما يسمح للطبيب أن يرى بعيدا أسفل الحنجرة، في المريء أو في الرغامى.
- الخزعة:

و هي عينة صغيرة من الأنسجة والتي يمكن الحصول عليها خلال عملية التنظير الداخلي أو تنظير المريء أو تنظير القصبات. ويتم تحليل الأنسجة للكشف عن وجود خلايا سرطانية.
- التصوير المقطعي أو التصوير بالرنين المغناطيسي:

هذه الاختبارات تعطي صورة مفصلة للأطباء عن أي تشوهات في الجسم. للحصول على الاشعة المقطعية، يبتلع المريض غالبا صباغ يغطي الحلق ويقدم أفضل صورة. التصوير بجهاز الرنين المغناطيسي أفضل إذا كانت المريضة حاملا لأن الاختبار لا يستخدم أي اشعاعات.

## العلاج
علاج سرطان البلعوم السفلي يعتمد على التشخيص (فرصة للشفاء) والعمر ومرحلة المرض والصحة العامة للمريض. ولأنه في كثير من الأحيان يكون سرطان البلعوم السفلي متقدما في وقت التشخيص، فإن العلاج يعتمد كذلك على الهدف العام. يمكن أن يكون الهدف ببساطة إبقاء المريض قادرا على الحديث والأكل والتنفس بشكل طبيعي.
العلاج يبدأ عادة مع عملية جراحية وبعد ذلك فترة علاج بالإشعاع للسرطان المتقدم بعد عبر المرحلة الأولى. لعلاج السرطان المتقدم الذي يعتبر سرطان البلعوم السفلي النموذجي، يمكن استخدام العلاج الكيميائي بالمواد المساعدة الجديدة. وتتم هذه العملية بواسطة إعطاء دواء العلاج الكيميائي قبل الجراحة. أسفر العلاج الكيميائي بالمواد المساعدة الجديدة بالاشتراك مع الإشعاع والجراحة أفضل النتائج في المرضى الذين يعانون من المرحلة الثالثة والمرحلة الرابعة من السرطان.

## قراءات اضافية
Brook I. (2010) My Voice: خبرة الطبيب الشخصية مع سرطان الحنجرة Creatspace Publishing. ISBN 1-4392-6386-8